# Heidelberg Center for American Studies
Das Heidelberg Center for American Studies (HCA) ist ein interdisziplinäres Institut der Ruprecht-Karls-Universität in Heidelberg, Deutschland. Es soll sowohl Bildungs- und Forschungsbeiträge leisten wie auch als Diskussionsforum für Debatten über Themen dienen, die die Vereinigten Staaten von Amerika berühren. Rechtlich ist es seit 2004 eine "zentrale wissenschaftliche Einrichtung" der Universität und finanziell stellt es eine öffentlich-private Partnerschaft dar. Seinen Sitz hat es im Curt und Heidemarie Engelhorn Palais an der Hauptstraße (früher Wissenschaftliches Gästehaus).
Es wurde am 1. Mai 2003 auf Initiative des Historikers Detlef Junker gegründet, der seither als Gründungsdirektor das Institut leitet. Zu einem Leitungsgremium wird außerdem von jeder der sechs am HCA beteiligten Fakultäten (Die Philosophische, die Theologische und die Juristische Fakultät, die Fakultäten für Wirtschafts- und Sozialwissenschaften, für Chemie und Geowissenschaften sowie die Neuphilologische Fakultät) ein Professor auf sechs Jahre in ein Direktorium entsandt. Das Direktorium wählt aus seiner Mitte den Direktor und seine beiden Stellvertreter.
Die bereits seit langem gewachsenen Beziehungen zwischen der Stadt Heidelberg und den USA sollen eine interdisziplinäre und interkulturelle Kooperation über den Atlantik hinweg noch weiter stärken.

## Die Lehre – das Institut für Higher Education
Seit dem Wintersemester 2004 bietet dafür die Universität Heidelberg den einjährigen Studiengang “Master of Arts in American Studies” an (Aufbaustudiengang) und seit 2006 den Studiengang „Ph. D. in American Studies“ sowie den "Bachelor of Arts American Studies" an.

## Forschungszentrum – Advanced Research
Im langfristig angelegtes Forschungsprojekt “Spielarten demokratischer Ordnung” (Varieties of Democratic Order) werden zeitliche und räumliche Unterschiede im Verständnis von Demokratie untersucht.
Dabei soll Demokratie im Spiegel verschiedener Staatsmodelle, verschiedener Zivilgesellschaften, dynamischer Märkte und individueller Interessen im Verlauf der industriellen Modernisierung und Globalisierung verglichen werden.
Dazu wird es eine mehrjährige Konferenzserie "State and Market in a Globalized World: Transatlantic Perspectives" (Staat und Markt in einer globalisierten Welt – transatlantische Perspektiven) geben. Diese wird mit den beiden Forschungsschwerpunkten "Europäische Protestbewegungen", "Deliberative Democracies" ergänzt.
Die Frühlingsakademie – HCA Spring Academy über Geschichte Amerikas, Politik und Kultur der USA bildet seit 2004 ein wachsendes Netzwerk für Doktoranden.

## Das Forum
Seit dem Wintersemester 2002/2003 lädt das HCA internationale Gastwissenschaftler, Experten und Praktiker verschiedener Fachrichtungen zu einer öffentlichen Vortragsreihe „Typisch Amerikanisch“ nach Heidelberg ein. Unter den Gastrednern waren u. a. Botschafter Wolfgang Ischinger oder Prof. Dr. Norbert Walter, Chefvolkswirt der Deutschen Bank AG.
Seit dem Frühjahr 2007 koordiniert das HCA gemeinsam mit der American Academy in Berlin das Baden-Württemberg Seminar der American Academy. Ziel dieser Veranstaltungsreihe ist, Fellows der American Academy in Berlin verstärkt für Veranstaltungen in Baden-Württemberg zu gewinnen. Bei den Fellows der American Academy handelt es sich um amerikanische Persönlichkeiten aus Wissenschaft, Politik und Kunst.
Seit März 2020 veröffentlicht das HCA den Wissenschaftspodcast "Corona in den USA", seit Anfang 2021 nun "Quo Vadis USA?".